# Joseph Jäckel
Joseph Jäckel (* 16. Oktober 1778 in Friedland in Böhmen; † 19. Februar 1849 in Wien) war ein Gemeindebeamter in Wien und Autor. 

## Leben
Jäckel besuchte vor seinem Eintritt in die Armee der böhmischen Landwehr die Schulen in Prag und Linz. Während der Befreiungskriege war er Oberleutnant und später stieg er zum Kapitän im Infanterieregiment 37 auf. Nach Verlassen der Armee 1819 nahm er in Wien eine Stelle als Oberbeamter des Zimentirungsamtes an.
Jäckel war Mitglied in der Oberlausitzer Gesellschaft der Wissenschaften zu Görlitz, Mitglied der Société de Géographie, Ritter des Erlöser-Ordens und Ehrenbürger der Städte  Tulln und Baden (Niederösterreich).
Weiterhin war er Mitglied der k. k. landwirtschaftlichen Gesellschaft in Wien, korrespondierendes Mitglied der k. k. Gesellschaft des Ackerbaus, Mitglied der Künste und des Handels zu Görz, der k. k. ständigen Gesellschaft des Ackerbaus und der Künste zu Klagenfurt und der k. k. Gesellschaft des Ackerbaus und der Künste zu Krain, der mährischen Gesellschaft zur Beförderung des Ackerbaus, der Natur- und Landeskunde und Träger der Wiener goldenen St. Salvator- und der Hamburger goldenen Zivil-Ehrennadel.

## Werke
- Zimentirungslexikon für alle Handels- und Gewerbeleute, welche nach Mass und Gewicht kaufen und verkaufen, mit Beziehung auf die in Oesterreich erlassenen Zimentirungsvorschriften, Wien 1824
- Neueste Münz-, Mass- und Gewichtskunde mit Beziehungen auf die erlassenen Verordnungen aufs genaueste verglichen mit den bayerischen, dänischen, englischen, französischen, hamburger, leipziger, lombardische-venezianischen, niederländischen, österreichischen, preussischen, russischen, schwedischen Massen und Gewichten für Banquiers, Kauf- und Handelsleute. Wien 1828.
- Neuester Preistarif aller Bergwerksgegenstände für Wien. Wien 1848